# برنامج دالتون

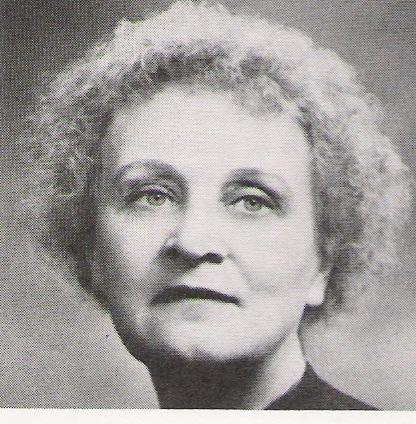

برنامج دالتون هو مفهوم تعليمي صاغته هيلين بارخورست. مستوحاةً من الثورة الفكرية في مطلع القرن العشرين والمفكرين التعليميين مثل ماريا مونتسوري (Maria Montessori) وجون ديوي (John Dewey)، أنشأت بارخورست برنامج دالتون بهدف تحقيق توازن بين مواهب الطلاب واحتياجات المجتمع.
وتمثلت أهدافها بشكل محدد في: تصميم كل برنامج من برامج الطلاب بما يتوافق مع احتياجات كل طالب واهتماماته وقدراته؛ وتعزيز كل من الاستقلالية والجدارة؛ ولتعزيز المهارات الاجتماعية للطلاب والشعور بالمسؤولية تجاه الآخرين. وضعت بارخورست برنامجًا من ثلاثة أجزاء ليكون الأساس الهيكلي لبرنامج دالتون التعليمي&mdash;the النظام المنزلي والتكليف والمختبر.
- المنزل هو المحيط الاجتماعي للطلاب.
- التكليف هو هدف شهري كبير يتفق الطلاب على تحقيقه.
- المختبر يشير إلى مدرسي المادة والفصول الدراسية القائمة على المادة التعليمية التي يُقصد منها أن تكون مركز التجربة التعليمية من الصف الرابع وحتى نهاية التعليم الثانوي. وينتقل الطلاب بين «المختبرات» (الفصول الدراسية) لاستكشاف الموضوعات بما يتناسب معهم.

وتمت تسمية برنامج دالتون بهذا الاسم نسبة إلى التجربة المبكرة للنظام الذي تم اتباعه في مدرسة دالتون الثانوية ، ماساشوستس في عام 1920.
وحاليًا تقوم مدرسة دالتون بتعليم الطلاب وفقًا لبعض مفاهيم برنامج دالتون الذي وضعته هيلين بارخورست.

## المدارس
وهناك حاليًا عدد من المدارس حول العالم التي تستخدم أشكالاً مختلفة من طرق التدريس القائمة على برنامج دالتون. ومعظم المدارس الواردة أدناه تترجم برنامج دالتون وفقًا لاحتياجاتها. وفي بعض الحالات، تحتفظ هذه المدارس بالحد الأدنى من برنامج دالتون الأصلي. وحاليًا، المدارس الوحيدة التي لها ارتباط قوي بمدرسة دالتون الخاصة بهيلين بارخورست الموجودة في نيويورك هي مدرسة دالتون طوكيو ودالتون ناجويا.

### أستراليا
- مدرسة أشام، سيدني

### النمسا
- Europaschule، فيينا،

### الصين
- Shanghai East Century School، شنغهاي

### جمهورية التشيك
- ZŠ a MŠ Chalabalova, برونو
- ZŠ a MŠ Husova, برونو
- Zٹ a Mٹ Kّيdlovick, برونو
- ZŠ a MŠ Mutĕnická, برونو
- Zٹ Rلjec-Jestّebي
- Gymnázium Slovanské námĕstí, برونو
- Zٹ Beneڑova Tّebيè
- Základní škola, برونو
- Základní škola Brno, برونو

### بلجيكا
- Basisschool De Kleine Icarus, جينت
- Basisschool De Lotus, جينت
- Basisschool Dalton 1 هازلت
- Basisschool Dalton 2 هازلت
- Middelbare Dalton school VanVeldeke Hasselt

### المجر
- Általános Iskola, Győrszemere

### أيرلندا الشمالية
- Millington Primary School, بورتادوان،

### اليابان
- دالتون طوكيو طوكيو
- دالتون ناجويا ناجويا

### هولندا
- Dalton basisschool de Twijn, أوترخت
- Dalton basisschool Rijnsweerd, أوترخت
- Dalton Den Haag, Den Haag
- Daltonexpertisecentrum, Instituut Theo Thijssen, Hogeschool, أوترخت
- Daltonschool De Klipper, Berkel en Rodenrijs
- Daltonschool Hengelo Zuid, Hengelo
- Dalton Lyceum Barendrecht, Barendrecht
- De Achtbaan, Amersfoort
- De Klinker, Schiedam
- De Poolster, Amsterdam
- 2de Daltonschool, Amsterdam
- 3de Daltonschool, Amsterdam
- Erasmus College, Zoetermeer
- Helen Parkhurst College, Almere
- Hogeland College, Dalton vmbo, Warffum
- Kardinaal Alfrinkschool (voor Daltononderwijs), Wageningen
- Katholieke Daltonschool De Leeuwerik, Leiderdorp
- Markenhage College, Breda
- Maurick College. Vught
- Saxion Hogeschool, Deventer
- Schooladviescentrum, Utrecht
- Stedelijk Daltoncollege, Zutphen
- Stedelijk Dalton College, Alkmaar
- Stedelijk Dalton Lyceum, Dordrecht
- obs Theo Thijssen, Assen
- Wenke Dalton Consultancy, Meppel
- Dalton Voorburg Lyceum, Voorburg
- De Waterval, Ermelo
- Jeanne d'Arc, 't Harde
- Wolfert Dalton, Rotterdam
- Wolfert Lyceum, Bergschenhoek
- Daltonschool Klaverweide, Noordwijk

### روسيا
- Dalton School 1080, موسكو

### الولايات المتحدة
- مدرسة دالتون، نيويورك

## وصلات خارجية
- The Dalton School Homepage
- Dewey، Evelyn (1922). The Dalton Laboratory Plan. New York: E. P. Dutton & Company. مؤرشف من الأصل في 2016-08-04. اطلع عليه بتاريخ 2007-12-01.